# ミート・ザ・ペアレンツ3
『ミート・ザ・ペアレンツ3』 （原題: Little Fockers）は、2010年のアメリカ合衆国のコメディ映画。監督はポール・ワイツ、主演はロバート・デ・ニーロ、ベン・スティラー。

## あらすじ
パムと結婚して10年が経ち、双子の娘と息子に恵まれ幸せな日々を送っていたグレッグは、義父のジャックから一家を統率する家長の地位を継ぐよう命じられる。しかし、製薬会社の女性から男性用精力剤のスポークスマンになって欲しいと頼まれたことが誤解を招き、彼の浮気を疑ったジャックは娘夫婦を離婚させようと企む。

## キャスト
役名： 俳優（ソフト版日本語吹き替え）
- ジャック・バーンズ： ロバート・デ・ニーロ（樋浦勉）

パムの父。元CIA。
- ゲイロード“グレッグ”・フォッカー： ベン・スティラー（平田広明）

パムの夫。
- ケヴィン・ローリー： オーウェン・ウィルソン（横堀悦夫）

パムの元フィアンセ。
- パメラ“パム”・フォッカー： テリー・ポロ（佐々木優子）

グレッグの妻。
- ディナ・バーンズ： ブライス・ダナー（野沢雅子）

パムの母。
- アンディ・ガルシア： ジェシカ・アルバ（瑞沢渓）

製薬会社の社員。
- バーナード“バーニー”・フォッカー： ダスティン・ホフマン（小川真司）

グレッグの父。
- ロザーラ“ロズ”・フォッカー： バーブラ・ストライサンド（小宮和枝）

グレッグの母。
- サマンサ・フォッカー： デイジー・ターハン

グレッグの双子の娘。
- ヘンリー・フォッカー： コリン・バイオッキ

グレッグの双子の息子。
- プルーデンス・シモンズ： ローラ・ダーン（斎藤恵理）
- ランディ・ウィアー： ハーヴェイ・カイテル（高松直輝）
- その他の日本語吹き替え：藤吉浩二／鏡優雅／水間まき／笹森亜希／山本格

## 受賞・ノミネート
第31回ゴールデンラズベリー賞
- 受賞：最低助演女優賞 - ジェシカ・アルバ
- ノミネート：最低助演女優賞 - バーブラ・ストライサンド
- ノミネート：最低脚本賞 - ジョン・ハンバーグ、ラリー・スタッキーなど